# Barbara Dürer

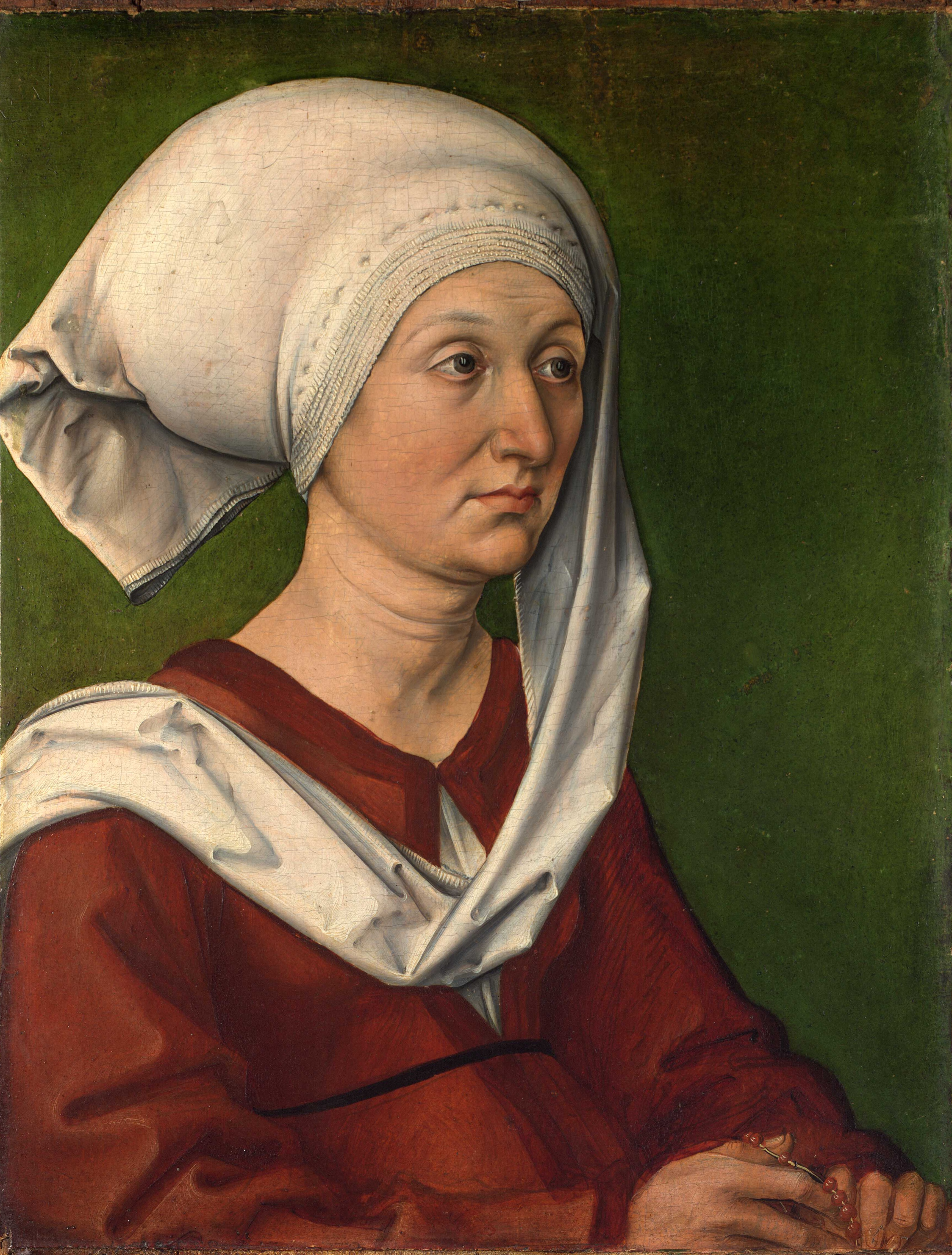
Porträt der Mutter, gemalt von Albrecht Dürer um 1490 (ausgestellt im Germanischen Nationalmuseum in Nürnberg)

Barbara Dürer (* 1452 als Barbara Holper; † 16. Mai 1514 in Nürnberg) war die Mutter Albrecht Dürers.

## Leben
Barbara Holper war die Tochter des Hieronymus Holper, eines Goldschmiedes in Nürnberg. Sie heiratete am  8. Juni 1467 den aus Ungarn eingewanderten Albrecht Dürer (den Älteren), der zu diesem Zeitpunkt seit über einem Jahrzehnt in Nürnberg weilte und auch sechs Jahre lang Geselle bei ihrem Vater gewesen war. Bei Johannes Pirckheimer konnte dieser eine eigene Werkstatt öffnen. Dem über vierzigjährigen Mann gebar sie in den kommenden fünfundzwanzig Jahren achtzehn Kinder, von denen aber nur drei überlebten. Das dritte Kind, geboren am 21. Mai 1471, wurde, nach dem Vater, Albrecht Dürer getauft. Albrecht Dürer beschrieb seine Mutter als eine gottesfürchtige Frau und emsige Kirchgängerin, die ihre Kinder „fleißig“ und oft bestrafte. Wohl geschwächt durch die vielen Schwangerschaften war sie häufig krank.
Vermutlich vor seinem Aufbruch zu seiner Gesellen-Wanderschaft an den Oberrhein fertigte Albrecht Dürer ein Diptychon an, welches seine Eltern zeigte. Es handelt sich um eines der zwei bekannten Porträts von Barbara Dürer.
1502 starb ihr Mann, während der Sohn Albrecht seine Werkstatt aufbaute und sie ihm half, seine Holzschnittdrucke gemeinsam mit seiner Frau Agnes Dürer auf Märkten und Messen zu vertreiben. 1504 bezog sie, völlig verarmt, eine eigene Kammer im Haus Albrecht Dürers, wo sie einen Großteil ihrer Zeit im Gebet verbrachte. In der Fastenzeit 1513 musste Dürer die Kammer der plötzlich schwer Erkrankten aufbrechen lassen, um sie in die gute Stube seines Hauses zu verlegen. An ihrer Krankheit litt Barbara Dürer ein weiteres Jahr, bis sie in der Nacht vom 16. auf den 17. Mai 1514 verschied.  In seinem Gedenkbuch-Fragment erklärte Dürer: „Dyse mein frume muter hat 18 kint tragen vnd erczogen, hat oft dy pestilentz gehabt, vill andrer schwerer mercklicher kranckheit, hat grosse armut gelitten, verspottung, verachtung, hönische wort, schrecken vnd grosse widerwertigkeit, noch ist sie nÿ rochselig gewest. […] Vnd jm jrem tot sach sÿ fill liblicher, dan  do sÿ noch daz leben hett..“

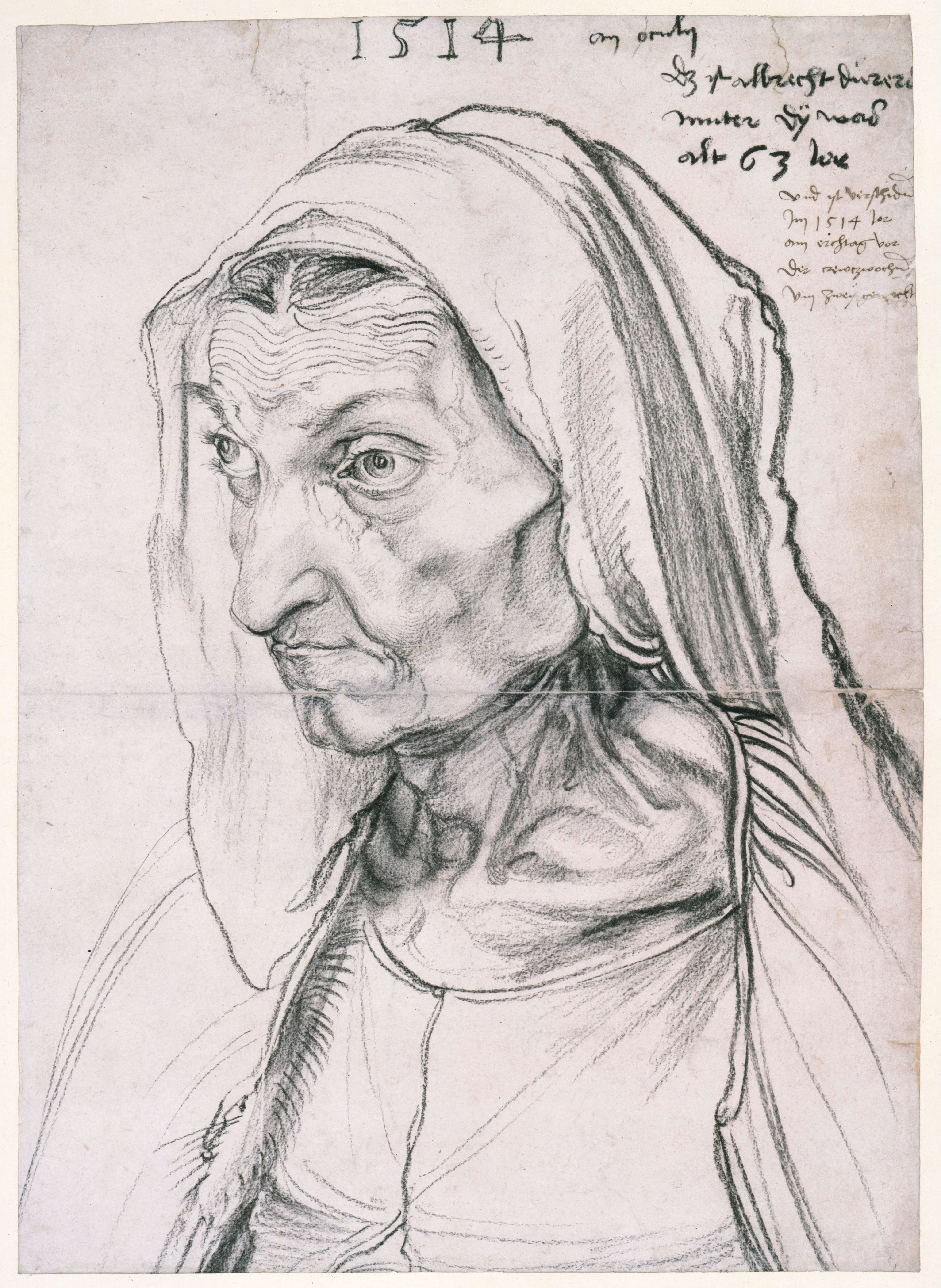
Porträt der todkranken Mutter, gezeichnet von Dürer 1514.

Zu Oculi 1514, etwa zwei Monate vor ihrem Tod, fertigte Dürer eine Kohlezeichnung der Mutter an. Es handelt sich um das älteste realistische Porträt eines todkranken Menschen und erlangte aufgrund der mutmaßlich ungeschönten Darstellung besondere Bekanntheit. Die Darstellung des Verfalls früherer Schönheit, die etwa in der Vanitasmalerei des 17. Jahrhunderts gängig ist, war in Albrecht Dürers Zeit noch ungewöhnlich.